# Georges Aminel
Georges Aminel est un acteur français, né le 11 octobre 1922 à Clichy-la-Garenne (Seine) et mort le 29 avril 2007 dans le 17e arrondissement de Paris.
Très actif dans le doublage, il a prêté sa voix en français de nombreuses vedettes, parmi lesquelles Yul Brynner et Orson Welles, mais aussi Sylvestre le chat et Dark Vador dans la trilogie originale de Star Wars.

## Biographie

### Jeunesse et débuts
De père martiniquais et de mère picarde, Jacques Georges Maline débute au théâtre en 1942 et choisit comme nom de scène Georges Aminel. Il travaille notamment avec Gaston Baty et Jean Cocteau dont il crée L'Aigle à deux têtes en 1946 aux côtés de Jean Marais et Edwige Feuillère. À la télévision, il joue notamment dans un des tout premiers feuilletons, Le Temps des copains de Robert Guez et Jean Canolle, en 1961. Dans un des épisodes, son personnage, le musicien Jess Blink, confie : « J'ai choisi ce nom pour faire américain, mon vrai nom c'est Aminel ».
Il entre à la Comédie-Française en 1967, premier noir à y être admis. Il en démissionne au moment d'être nommé sociétaire en 1972, insatisfait des rôles qui lui sont confiés : « Je suis trop blanc, trop noir, le cheveu trop crépu ou pas assez. […] C'est bien simple, j'ai passé mon temps à me barbouiller et à prendre un accent. Les faits sont là : j'ai débuté dans un rôle de Polynésien muet et depuis je ne compte pas les personnages de chamelier juif, brésilien ou arabe que j'ai endossés. Alors, si parce que mon père est Antillais, je dois toute ma vie incarner des Sud-Américains explosifs ou des Indigènes fanatiques, je préfère arrêter. »

### Doublage
Il se consacre dès lors de façon quasi exclusive au doublage, qu'il pratique depuis le milieu des années 1950, prêtant sa voix grave à des acteurs tels que Yul Brynner, Lee Marvin, Orson Welles ou encore Vittorio Gassman. Il reste cependant surtout célèbre pour avoir été la voix française de Dark Vador (James Earl Jones) dans trois épisodes de la saga Star Wars : L'Empire contre-attaque (1980), Le Retour du Jedi (1983) et La Revanche des Sith (2005), film pour lequel il sort d'une retraite de dix-sept ans.
Il a également été la voix française de Sylvestre le chat dans la série des Looney Tunes et au Joker dans la série télévisée Batman (1966–1968).

### Mort

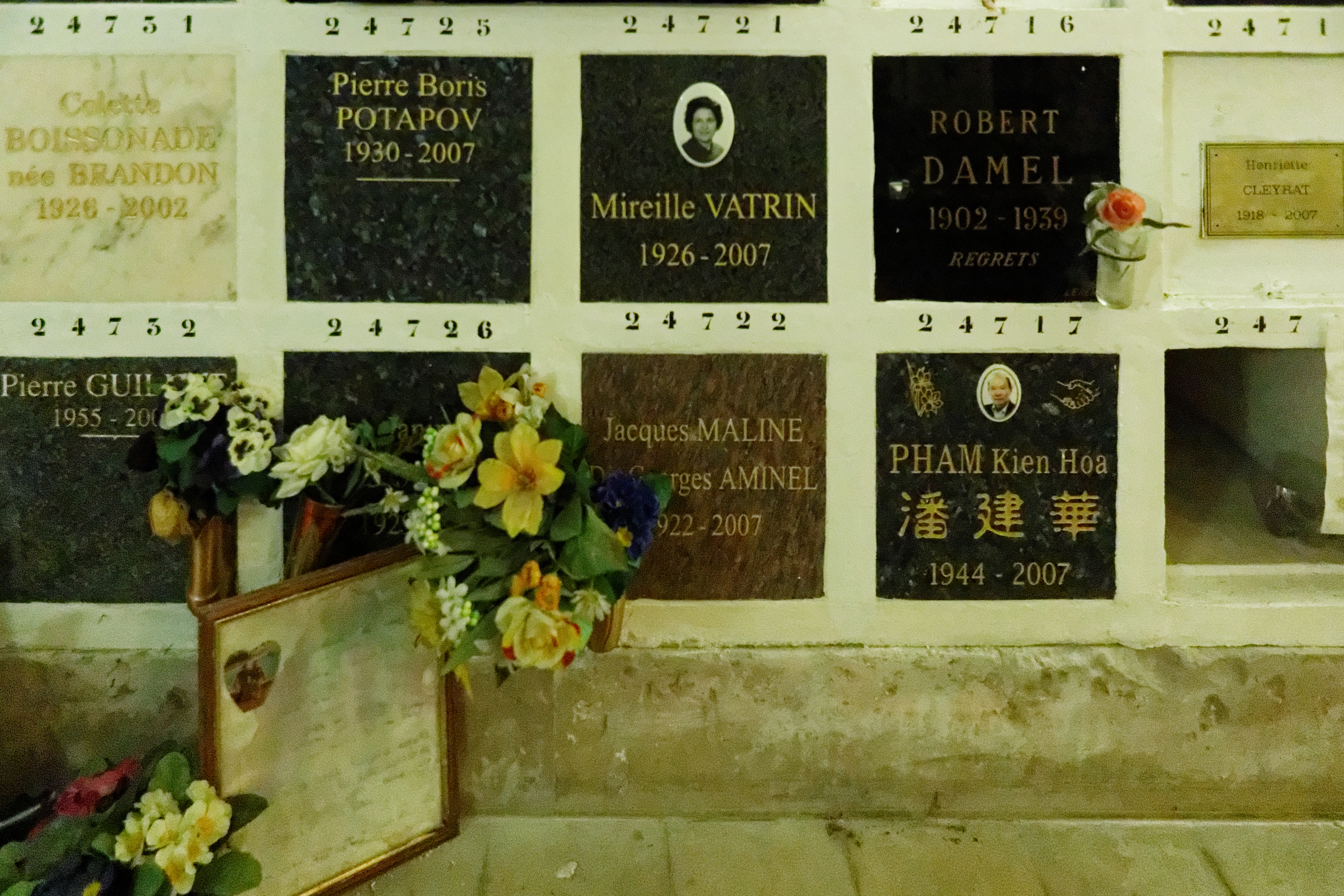
Tombe de Georges Aminel au cimetière du Père-Lachaise.

Georges Aminel meurt le 29 avril 2007 dans le 17e arrondissement de Paris à l'âge de 84 ans. Il est crématisé au cimetière du Père-Lachaise et ses cendres sont déposées au columbarium (87e division, case 24 722).

## Théâtre
- 1942 : Faux Jour d'Herman Closson, mise en scène Paulette Pax, théâtre de l'Œuvre
- 1943 : Le Grand Poucet de Claude-André Puget, mise en scène Gaston Baty, théâtre Montparnasse
- 1945 : Lorenzaccio d'Alfred de Musset, mise en scène Gaston Baty, théâtre Montparnasse
- 1946 : L'Aigle à deux têtes de Jean Cocteau, mise en scène de l'auteur, théâtre Hébertot
- 1947 : Montserrat de Emmanuel Roblès, mise en scène Georges Vandéric, théâtre Montparnasse
- 1952 : Robinson de Jules Supervielle, mise en scène Jean Le Poulain, théâtre de l'Œuvre
- 1954 : Un nommé Judas de Pierre Bost et Claude-André Puget, mise en scène Jean Mercure, Comédie-Caumartin
- 1954 : Negro Spiritual d'Yves Jamiaque, mise en scène Marcel Lupovici, théâtre des Noctambules
- 1957 : Les Coréens de Michel Vinaver, mise en scène Jean-Marie Serreau, théâtre de l'Alliance française
- 1958 : Le Soulier de satin de Paul Claudel, mise en scène Jean-Louis Barrault, théâtre du Palais-Royal
- 1960 : Si la foule nous voit ensemble... de Claude Bal, mise en scène Jean Mercure, Petit Théâtre de Paris
- 1960 : Un raisin au soleil de Lorraine Hansberry, mise en scène Guy Lauzin, Comédie-Caumartin
- 1963 : Judith de Friedrich Hebbel, mise en scène Pierre Debauche, théâtre Daniel-Sorano de Vincennes : Holopherne[7]
- 1964 : Judith de Friedrich Hebbel, mise en scène Pierre Debauche, studio des Champs-Élysées
- 1964 : Lorenzaccio d'Alfred de Musset, mise en scène Raymond Rouleau, théâtre Sarah-Bernhardt
- 1965 : Les Fourberies de Scapin de Molière, mise en scène Michel Bertay, théâtre de l'Ambigu
- 1965 : Le Repos du septième jour de Paul Claudel, mise en scène Pierre Franck, théâtre de l'Œuvre
- 1966 : Un ennemi du peuple d'Henrik Ibsen, mise en scène Pierre Valde, théâtre de Colombes
- 1966 : Henri VI de William Shakespeare, mise en scène Jean-Louis Barrault, Odéon-Théâtre de France
- 1967 : L'Émigré de Brisbane de Georges Schéhadé, mise en scène Jacques Mauclair, Comédie-Française
- 1968 : Athalie de Racine, mise en scène Maurice Escande, Comédie-Française
- 1968 : Le Cid de Corneille, mise en scène Paul-Émile Deiber, Comédie-Française
- 1970 : Malatesta de Henry de Montherlant, mise en scène Pierre Dux, Comédie-Française
- 1970 : Le Songe d'August Strindberg, mise en scène Raymond Rouleau, Comédie-Française
- 1971 : L'Impromptu de Versailles de Molière, mise en scène Pierre Dux, Comédie-Française
- 1971 : Amorphe d'Ottenburg de Jean-Claude Grumberg, mise en scène Jean-Paul Roussillon, Comédie-Française au théâtre de l'Odéon
- 1972 : Le Comte Oderland de Max Frisch, mise en scène Jean-Pierre Miquel, Comédie-Française au théâtre de l'Odéon
- 1972 : Richard III de William Shakespeare, mise en scène Terry Hands, Comédie-Française au Festival d'Avignon
- 1972 : Œdipe roi, Œdipe à Colone de Sophocle, mise en scène Jean-Paul Roussillon, Comédie-Française au Festival d'Avignon
- 1985 : Othello de William Shakespeare, mise en scène Jean-Paul Lucet, théâtre des Célestins

## Filmographie

### Cinéma
- 1943 : Le ciel est à vous de Jean Grémillon : le télégraphiste[8]
- 1945 : La Cage aux rossignols de Jean Dréville (non crédité)
- 1946 : Le Cabaret du grand large de René Jayet
- 1954 : Le Tournant dangereux de Robert Bibal
- 1955 : Chiens perdus sans collier de Jean Delannoy : l'avocat de Francis
- 1956 : La Loi des rues de Ralph Habib
- 1956 : À la Jamaïque d'André Berthomieu : Pépito
- 1956 : Porte des Lilas de René Clair - scène coupée au montage
- 1957 : Les Amants de demain de Marcel Blistène : l’inconnu
- 1957 : Cargaison blanche de Georges Lacombe : José
- 1957 : Les Sorcières de Salem de Raymond Rouleau
- 1961 : Le Sahara brûle de Michel Gast
- 1963 : Âme qui vive de Jean Dasque
- 1966 : Le Soleil des voyous de Jean Delannoy - scène coupée au montage
- 1970 : Popsy Pop de Jean Herman : Papa Lagba
- 1970 : Docteur Caraïbes de Jean-Pierre Decourt : l'inspecteur Phil[9]
- 1972 : Les Portes de feu de Claude Bernard-Aubert
- 1972 : Les Tueurs fous de Boris Szulzinger : le journaliste
- 1975 : La Grande Récré de Claude Pierson : Monsieur Prêcheur
- 1977 : La Vie parisienne de Christian-Jaque : le Brésilien
- 1990 : Jean Galmot, aventurier d'Alain Maline

### Télévision
- 1961 : Le Temps des copains, série télévisée de Jean Canolle réalisé par Robert Guez : Jess Blink
- 1966 : Comment ne pas épouser un milliardaire, série télévisée de Roger Iglésis : Bertie
- 1970 : Reportage sur un squelette, téléfilm de Michel Mitrani : Jason
- 1973 : Docteur Caraïbes, série télévisée de Jean-Pierre Decourt : l'inspecteur Phil
- 1973 : Au théâtre ce soir : La Tête des autres de Marcel Aymé, mise en scène Raymond Rouleau, réalisation Georges Folgoas, théâtre Marigny : Valorin
- 1976 : Messieurs les jurés, épisode L'Affaire Beauquesne de Serge Witta
- 1993 : Le Siècle des Lumières, téléfilm de Humberto Solás : M. Anse

## Doublage
Les dates avant 1954 (en italique) indiquent les sorties initiales des films pour lesquels Georges Aminel a participé aux doublages tardifs ou aux redoublages.

### Cinéma

#### Films
- Yul Brynner dans :
  - Les Dix Commandements (1956) : Ramsès II
  - Les Boucaniers (1958) : Jean Lafitte
  - Les Sept Mercenaires (1960) : Chris Adams
  - Les Fuyards du Zahrain (1962) : Sharif
  - Les Rois du soleil (1963) : Aigle noir
  - Les Trois Soldats de l'aventure (1964) : le sergent Takashima
  - Le Mercenaire de minuit (1964) : Jules D'Estaing
  - L'Ombre d'un géant (1966) : Asher Gonen
  - Opération Opium (1966) : le colonel Salem
  - Le Retour des sept (1966) : Chris Adams
  - Les Turbans rouges (1967) : le sultan
  - La Griffe (1967) : Dan Slater / Kalmar
  - New York ne répond plus (1975) : Carson

- Orson Welles dans :
  - Voyage au pays de la peur (1942) : le colonel Haki
  - La Splendeur des Amberson (1942) : narrateur
  - Le Roi des rois (1961) : narrateur
  - Hôtel international (1963) : Max Buda
  - Paris brûle-t-il ? (1966) : le consul de Suède Raoul Nordling
  - Casino Royale (1967) : Le Chiffre
  - Catch 22 (1970) : le général Dreedle
  - La Décade prodigieuse (1971): Theo Van Horn
  - Vérités et Mensonges (1973) : lui-même
  - Le Voyage des damnés (1976) : José Estedes
  - La Folle Histoire du monde (1981) : le narrateur

- Lee Marvin dans :
  - L'Arbre de vie (1957) : Orville « Flash » Perkins
  - Les Comancheros (1961) : Tully Crow
  - La Taverne de l'Irlandais (1963) : Thomas Aloysius « Boats » Gilhooley
  - À bout portant (1964) : Charlie Strom
  - La Nef des fous (1965) : Bill Tenny
  - Parole d'homme (1976) : le colonel Flynn O'Flynn
  - Au-delà de la gloire (1980) : le sergent Possium (1er doublage)
  - Chasse à mort (1981) : le sergent Edgar Millen

- Vittorio Gassman dans :
  - Le Fanfaron (1962) : Bruno Cortona
  - Les Monstres (1963)
  - Parfum de femme (1974) : le capitaine Fausto Consolo
  - La Carrière d'une femme de chambre (1976) : Franco Denza
  - Âmes perdues (1977) : l'oncle de Tino
  - Quintet (1979) : Saint Christophe
  - L'Anti-gang (1981) : Victor Scorelli

- James Coburn dans :
  - Major Dundee (1964) : Samuel Potts
  - Un truand (1966) : Eli Kotch
  - Intervention Delta (1976) : Jim McCabe
  - La Loi de la haine (1976) : Zach Provo
  - L'Arme au poing (1979) : Jerry Fanon / Eddie
  - Mr. Patman (1980) : Patman
  - Martin's Day (1984) : le lieutenant Lardner

- Alberto Sordi dans :
  - Le Cheik blanc (1952) : Frank Rivoli, le cheik blanc
  - Nos héros réussiront-ils à retrouver leur ami mystérieusement disparu en Afrique ? (1968) : Fausto Di Salvo
  - Les Nouveaux Monstres (1977) : le snob
  - Le Grand Embouteillage (1979) : De Benedetti
  - Le Marquis s'amuse (1981) : le marquis Onofrio Del Grillo

- Gert Fröbe dans :
  - Échappement libre (1964) : Karl Fehrman
  - Cent mille dollars au soleil (1964) : Castagliano
  - Le Grand Départ vers la lune (1967) : le professeur Siegfried Von Bulow
  - Dix petits nègres (1974) : Wilhelm Blore
  - Liés par le sang (1979) : inspecteur Max Hornung

- Jason Robards dans :
  - L'Affaire Al Capone (1967) : Al Capone
  - Julia (1977) : Dashiell Hammett
  - Le Souffle de la tempête (1978) : Jacob « J.W. » Ewing
  - La Guerre des abîmes (1980) : l'amiral Sandecker
  - Sakharov (1984) : Andreï Sakharov

- James Earl Jones dans :
  - L'Insurgé (1970) : Jack Jefferson
  - Star Wars, épisode V : L'Empire contre-attaque (1980) : Dark Vador (voix)
  - Conan le Barbare (1982) : Thulsa Doom
  - Star Wars, épisode VI : Le Retour du Jedi (1983) : Dark Vador (voix)
  - Star Wars, épisode III : La Revanche des Sith (2005) : Dark Vador (voix)

- Vincent Price dans :
  - La Cinquième Victime (1954) : Walter Kyne
  - Le Corbeau (1963)[10] : Dr Erasmus Craven
  - Le Masque de la mort rouge (1964)[11] : le prince Prospero
  - La Tombe de Ligeia (1964) : Verden Fell

- Gregory Peck dans :
  - La Femme modèle (1957) : Mike Hagen
  - L'Homme le plus dangereux du monde (1969) : John Hathaway
  - La Malédiction (1976) : Robert Thorn
  - Ces garçons qui venaient du Brésil (1978) : Dr Joseph Mengele

- Walter Matthau dans :
  - L'Inconnu du gang des jeux (1962) : Tony Gagouts
  - Petit guide pour mari volage (1968) : Paul Mannings
  - Hello, Dolly! (1969) : Horace Vandergelder
  - Le Flic ricanant (1973) : le sergent Jake Martin

- Marlon Brando dans :
  - L'Homme de la Sierra (1966) : Matt Fletcher
  - La Comtesse de Hong-Kong (1967) : Ogden Mears
  - La Nuit du lendemain (1968) : Bud
  - Candy (1968) : Grindi

- George Peppard dans :
  - Tobrouk, commando pour l'enfer (1967) : le capitaine Bergman
  - Violence à Jericho (1967) : Dolan
  - Syndicat du meurtre (1968) : Peter Joseph « P.J. » Detweiler
  - Un cri dans l'ombre (1968) : Reno Davis

- Woody Strode dans :
  - La Cité sous la mer (1953) : Djion
  - Panique à bord (1959) : Hank Lawson
  - L'Homme qui tua Liberty Valance (1962) : Pompey (1er doublage)

- Jack Palance dans :
  - Le Sorcier du Rio Grande (1953)[12] : Toriano
  - Les Professionnels (1966) : Jesus Raza
  - Che ! (1969) : Fidel Castro

- Scatman Crothers dans :
  - À l'est de Sumatra (1953) : Baltimore
  - Hello, Dolly! (1969) : le bagagiste
  - Bronco Billy (1980) : Doc Lynch

- James Edwards dans :
  - Ouragan sur le Caine (1954) : Whittaker
  - L'Ultime Razzia (1956) : le jeune gardien noir du parking
  - Cote 465 (1957) : le sergent Killian

- Ray Danton dans :
  - Le Grand Chef (1955) : Little Big Man
  - Corrida pour un espion (1965) : Jack Larson
  - New York appelle Superdragon (1966) : Bryan Cooper alias l'agent secret « Superdragon »

- Sidney Poitier dans :
  - Paris Blues (1961) : Eddie Cook
  - Un coin de ciel bleu (1965) : Gordon Ralfe
  - Devine qui vient dîner... (1967) : Dr John Prentice

- Edmond O'Brien dans :
  - Le Jour le plus long (1962) : le général Raymond O. Barton
  - Peau d'espion (1967) : Harris Sphax
  - Refroidi à 99 % (1974) : Frank Kelly

- Charlton Heston dans :
  - La Planète des singes (1968) : le colonel George Taylor
  - Le Secret de la planète des singes (1970) : George Taylor
  - La Fièvre de l'or (1982) : Silas McGee / Ian McGee

- Jay Silverheels dans :
  - La Brigade héroïque (1954) : Cajou
  - L'Homme de San Carlos (1956) : Geronimo

- Michael Ansara dans :
  - La Révolte des Cipayes (1954) : Furan Singh
  - Les Piliers du ciel (1956) : le chef Kamiakin

- Peter Cushing dans :
  - Le Serment du chevalier noir (1954) : Sir Palamides
  - Le Serment de Robin des Bois (1960) : le shérif de Nottingham

- Juano Hernández dans :
  - Le Procès (1955) : le juge Theodore « Ted » Motley
  - La Rançon (1956) : Jesse Chapman dit « Oncle Jesse »

- Pedro Armendáriz dans :
  - Le Conquérant (1955) : Jamuga
  - Capitaine Sinbad (1963) : El Kerim

- Earl Cameron dans :
  - Simba (1955) : Dr Peter Karanja
  - Le Message (1977) : Annajashi

- Herbert Lom dans :
  - Guerre et Paix (1956) : Napoléon Bonaparte
  - La Case de l'oncle Tom (1965) : Simon Legree

- Joel Fluellen dans :
  - La Loi du Seigneur (1956) : Enoch
  - Mirage de la vie (1959) : le pasteur noir

- Amedeo Nazzari dans :
  - La Maja nue (1958) : don Manuel Godoy
  - L'Atlantide (1961) : Tamal Ahmed Bencheki

- Harry Belafonte dans :
  - Le Coup de l'escalier (1959) : Johnny Ingram
  - Le Monde, la Chair et le Diable (1959) : Ralph Burton

- Franco Fantasia dans :
  - Le Fils du corsaire rouge (1959) : Dorado
  - Jerry Land, chasseur d'espions (1966) : Boris

- Raf Baldassarre dans :
  - Le Géant de Thessalie (1960) : Antinoneus
  - Ulysse contre Hercule (1962) : le prince Aldraste

- James Robertson Justice dans :
  - Le Train de 16 h 50 (1961) : Ackenthorpe Sr.
  - Le Repos du guerrier (1962) : Katov

- Duncan Lamont dans :
  - Les Révoltés du Bounty (1962) : Williams
  - Meurtre au galop (1963) : Hillman

- Holley Wong dans :
  - L'Inconnue de Hong Kong (1963) : Taï Ko Sing
  - Le Monocle rit jaune (1964) : Oscar Hui

- Omar Sharif dans :
  - La Rolls-Royce jaune (1964) : Zoran Davich
  - Gengis Khan (1968) : Temujin

- Cab Calloway dans :
  - Le Kid de Cincinnati (1965) : Yeller
  - The Blues Brothers (1980) : Curtis

- Anthony Quinn dans :
  - Les Dents du diable (1966) : Inouk
  - Jeux pervers (1968) : Maurice Conchis

- José Ferrer dans :
  - Les Aventures extraordinaires de Cervantes (1966) : Hassan Bey
  - To Be or Not to Be (1983) : le professeur Siletski

- George Kennedy dans :
  - Bandolero ! (1968) : le shérif Johnson
  - L'Étrangleur de Boston (1969) : le détective Phil DiNatale

- Donald Sutherland dans :
  - M*A*S*H (1970) : le capitaine Benjamin Franklin Pierce dit « Œil de lynx »
  - Meurtre par décret (1979) : Robert Lees

- Burt Lancaster dans :
  - Violence et Passion (1974) : le professeur
  - Osterman week-end (1983) : Maxwell Danforth

- Robert Mitchum dans :
  - Adieu ma jolie (1975) : Philip Marlowe
  - Les Espions dans la ville (1980) : Ted Quinn

- Gene Hackman dans :
  - French Connection 2 (1975) : le détective Jimmy « Popeye » Doyle
  - Besoin d'amour (1984) : Ned Rawley

- Rip Torn dans :
  - L'Homme qui venait d'ailleurs (1976) : Pr Nathan Bryce
  - La Flambeuse de Las Vegas (1982) : Harold Benson

- Yaphet Kotto dans :
  - Alien : Le Huitième Passager (1979) : J. T. Parker
  - Brubaker (1980) : Richard « Dickie » Coombes

- Dean Martin dans :
  - L'Équipée du Cannonball (1981) : Jamie Blake
  - Cannonball 2 (1984) : Jamie Blake

Mais aussi :
- 1942 : Le Cygne noir : lord Denby (George Zucco)
- 1953[13] : Le Justicier impitoyable : Lagi (Bill Radovich)
- 1954 : Taza, fils de Cochise : Chato (Eugene Iglesias)
- 1954 : Vera Cruz : Ballade (Archie Savage)
- 1954 : L'Étrange Créature du lac noir : Zee (Bernie Gozier) (1er doublage)
- 1954 : Dix hommes à abattre : le pistolero de Scavo (Ethan Laidlaw)
- 1955 : Les Contrebandiers de Moonfleet : Damen (Jack Elam)
- 1955 : Le Fleuve de la dernière chance : Delche (Pat Hogan)
- 1955 : Le mariage est pour demain : Turner (Anthony Caruso)
- 1955 : Le Grand Couteau : Lucas[Qui ?]
- 1955 : Horizons lointains : Aigle noir (Larry Pennell)
- 1955 : Amour, fleur sauvage : le messager apache de Delgadito (Peter Coe)
- 1955 : Un jeu risqué : William, le domestique noir des McCoy (Chester Jones)
- 1955 : La Muraille d'or : Walt Withman (Robert Bice)
- 1955 : Le Cavalier au masque : le Baron de Morlève (Stephen Bekassy)
- 1956 : Le Monde du silence : l'indigène sur la plage aux tortues[Qui ?]
- 1956 : La Loi de la prairie : Barjack (James Griffith)
- 1956 : Plus dure sera la chute : George (Jersey Joe Walcott)
- 1956 : Zarak le valeureux : Kassim, le frère de Zarak (Eddie Byrne)
- 1956 : Au sud de Mombasa : Ketimi (Dan Jackson)
- 1956 : L'Espion de la dernière chance : Paolo Santo (Ralph Lothar)
- 1957 : Les Sorcières de Salem : Giles Corey (Aribert Grimmer)
- 1957 : Le Carnaval des dieux : Njogu (Juano Hernandez)
- 1957 : Prisonnière des Martiens : Dr Adachi (Takashi Shimura)
- 1957 : Écrit dans le ciel : Boyd (Douglas Kennedy)
- 1957 : L'Homme de l'Arizona : Pat Brennan (Randolph Scott)
- 1957 : Une île au soleil : David Boyeur (Harry Belafonte)
- 1957 : Le Rock du bagne : Drummond (Carl Milletaire)
- 1957 : Istanbul : Danny Rice (Nat King Cole)
- 1957 : Les Fraises sauvages : Sten Alman (Gunnar Sjöberg)
- 1957 : Une arme pour un lâche : le chef indien (Iron Eyes Cody)
- 1957 : L'Enfer des tropiques : Jimmy Jean (Edric Connor)
- 1958 : Bravados : le prêtre (Andrew Duggan)
- 1958 : Traquenard : Jesse (Sam McDaniel)
- 1958 : Le Salaire de la violence : Paul Chouard (Bert Convy)
- 1958 : La Brigade des bérets noirs : le Sheik (Maxwell Shaw)
- 1958 : L'Odyssée du sous-marin Nerka : Hendrix (H. M. Wynant)
- 1958 : Libre comme le vent : Jeff (Douglas Spencer)
- 1959 : Sursis pour un vivant : Bougron (John Kitzmiller)
- 1960 : L'Ours : l'Ours (voix)
- 1960 : Le Diabolique Docteur Mabuse : le chef de la police fédérale (Rolf Weih)
- 1960 : La Novice : don Paolo Conti (Massimo Girotti)
- 1960 : Guillaume Tell : Guillaume Tell (Robert Freitag)
- 1960 : Le Dernier Train de Shanghai : Mr. Wang (George Wang)
- 1960 : Mince de planète : le chien Ralf (voix)
- 1960 : Il était trois flibustiers : le serviteur noir[Qui ?]
- 1960 : La Vallée des pharaons : Inuni (Robert Alda)
- 1960 : Les Pirates de la côte : Olonese (Livio Lorenzon)
- 1961 : Le Colosse de Rhodes : Creonte (Alfio Catalbano)
- 1961 : La Chevauchée des Outlaws : Danny Pose (Alex Nicol)
- 1961 : L'Île mystérieuse : le caporal Neb Nugent (Dean Jackson)
- 1961 : Tonnerre apache : le capitaine Stephen Maddocks (Richard Boone)
- 1961 : Le Géant à la cour de Kublai Khan : Kublai Khan (Leonardo Severini)
- 1961 : Maciste contre le fantôme : Amahil (Van Aikens)
- 1961 : Hercule à la conquête de l'Atlantide : Hercule (Reg Park)
- 1961 : Maciste contre le Cyclope : Iphyte (Dante Di Paolo)
- 1961 : La Fureur d'Hercule : Setas (Luis Prendès)
- 1961 : La Vengeance d'Ursus : Ursus (Samson Burke)
- 1961 : Marco Polo : Cuday (Pierre Cressoy)
- 1961 : Le Gladiateur invincible : Rabirius (Leo Anchóriz)
- 1961 : Le Secret de Monte-Cristo : Renato (John Gregson)
- 1962 : Lawrence d'Arabie : Gasim (I. S. Johar)
- 1962 : Maciste à la cour du sheik : Selim (Carlo Latimer)
- 1962 : Maciste contre les géants : Psychios (Alfio Caltabiano)
- 1962 : Le Fils de Spartacus : Jules César (Ivo Garrani)
- 1962 : Hercule se déchaîne : Elias (Romano Ghini)
- 1962 : La Colère d'Achille : Agamemnon (Mario Petri)
- 1962 : La Bataille de Naples : Salvatore (Frank Wolff)
- 1962 : Le Monstre aux yeux verts : Bronco (Michel Lemoine)
- 1962 : La Bataille des Thermopyles : Hydarnès (Donald Houston)
- 1962 : Hatari ! : Arga (Umbopa M'Beti)
- 1962 : Les Quatre Cavaliers de l'Apocalypse : Miguel (Nestor Paiva)
- 1962 : Quinze jours ailleurs : George Lorrison dans un extrait du film Les Ensorcelés (Louis Calhern)
- 1962 : Ulysse contre Hercule : Prince Adraste (Raf Baldassarre)
- 1962 : Du silence et des ombres : Tom Robinson (Brock Peters)
- 1962 : Samson contre Hercule : Samson (Brad Harris)
- 1962 : Lutte sans merci : l'homme de couleur chez Noddy's (Bernie Hamilton)
- 1962 : La Conquête de l'Ouest : Roger Morgan (Robert Preston)
- 1962 : Foudres sur Babylone : Sardanapale (Howard Duff)
- 1963 : Les Derniers Jours d'un empire : Junius (Giancarlo Sbragia)
- 1963 : Lancelot chevalier de la reine : le roi Arthur (Brian Aherne)
- 1963 : Le Vilain Américain : Déong (Eiji Okada)
- 1963 : Les Ranchers du Wyoming : Johnny Quatro (Robert Loggia)
- 1963 : Les Pirates du Mississippi : Aigle noir (Tony Kendall)
- 1963 : Une certaine rencontre : Dominik Rossini (Herschel Bernardi)
- 1963 : L'Araignée blanche défie Scotland Yard : l'inspecteur Dawson (Paul Klinger (en))
- 1963 : Shéhérazade : le grand vizir Barmak (Jorge Mistral)
- 1964 : La Nuit de l'iguane : le patron du bar de la plage (Emilio Fernández) / Chang (C. G. Kim)
- 1964 : L'Homme de Rio : Mario de Castro (Adolfo Celi)
- 1964 : Banco à Bangkok pour OSS 117 : Mr. Sonsak (Akom Mokranond)
- 1964 : Le Temple de l'éléphant blanc : Coukor (Alejandro Barrera)
- 1964 : La Fureur des gladiateurs : Commode (Mimmo Palmara)
- 1964 : La Septième Aube : le colonel NG (Tetsurō Tanba)
- 1964 : Échappement libre : Stefanidès (Roberto Camardiel) / Otto (Petar Martinovitch)
- 1964 : Les Trois Sergents de Fort Madras : Sikidama (Aldo Sambrell)
- 1964 : Les Parias de la gloire : Bloski (Folco Lulli)
- 1964 : Le Justicier du Minnesota : Minnesota Clay (Cameron Mitchell)
- 1964 : L'Outrage : Juan Carrasco (Paul Newman)
- 1965 : Les Tribulations d'un Chinois en Chine : Charlie Ballinster (Joe Saïd)
- 1965 : Le Seigneur de la guerre : Draco (Guy Stockwell)
- 1965 : Le Fils d'un Hors-la-loi : Mace Fenton (Kieron Moore)
- 1965 : Les Tueurs de San Francisco : Luke et Brown (Zekial Marko)
- 1965 : Le Chevalier des sables : Cos Erickson (Charles Bronson)
- 1965 : Lord Jim : Marlow (Jack Hawkins)
- 1965 : Les Forcenés : Temple Cordeen (Joseph Cotten)
- 1965 : Le Crâne maléfique : l'inspecteur Wilson (Nigel Green)
- 1965 : Super 7 appelle le Sphinx : le Levantin (Andrew Ray)
- 1965 : La Déesse de feu : Billali, le grand prêtre (Christopher Lee)
- 1965 : Mirage : le professeur de sciences naturelles (Franklin Cover)
- 1965 : Les Aventures amoureuses de Moll Flanders : le comte « Micky » (Vittorio De Sica)
- 1965 : Les Prairies de l'honneur : un colonel moustachu en uniforme gris[Qui ?]
- 1965 : La Colline des hommes perdus : Jacko King (Ossie Davis)
- 1965 : L'amour a plusieurs visages : Hank Walker (Hugh O'Brian)
- 1966 : La Poursuite impitoyable : le fermier noir (Ken Renard)
- 1966 : L'Aventure sauvage : Jean La Bête (Oliver Reed)
- 1966 : Intrigue à Suez : le capitaine Tebeden (José Jaspe)
- 1966 : Les Sept Colts du tonnerre : Corky (Paolo Bendandi)
- 1966 : Batman : Le Joker (Cesar Romero)
- 1966 : Alvarez Kelly : Angus Ferguson (Roger C. Carmel)
- 1966 : La Rage de survivre : Pancho (David Reynoso (en))
- 1966 : Objectif Hambourg, mission 083 : le lieutenant Jack Morris (Fred Beir)
- 1966 : Avec la peau des autres : Hoffman (Reinhard Kolldehoff)
- 1966 : Des fleurs pour un espion : Stanley Harriman (Daniele Vargas)
- 1966 : La Bible : Caïn (Richard Harris)
- 1966 : Les Nuits de l'épouvante : Ivan (Germano Longo)
- 1966 : Le Chevalier à la rose rouge : Paul (Cris Huerta)
- 1967 : La Reine des Vikings : Maelgan (Donald Houston)
- 1967 : Casino Royale : le joueur de cornemuse (Peter O'Toole)
- 1967 : La Folle Mission du docteur Schaeffer : Don Masters (Godfrey Cambridge)
- 1967 : Trois pistolets contre César : Julius César Fuller (Enrico Maria Salerno)
- 1967 : L'Extravagant Docteur Dolittle : Albert Blossom (Richard Attenborough) / William « Willie » Shakespeare X (Geoffrey Holder)
- 1967 : Custer, l'homme de l'ouest : l'industriel (Fred Köhler Jr.)
- 1967 : Le Jardin des tortures : Dr Heim (Bernard Kay)
- 1967 : Casse-tête chinois pour le judoka : Novak (André René Roussimoff)
- 1968 : Les Cinq Hors-la-loi : Bob Larkin (Henry Fonda)
- 1968 : Police sur la ville : le pasteur Taylor (Raymond St. Jacques)
- 1968 : L'Étrangleur de Boston : Edward W. Brooks (William Marshall)
- 1968 : Chitty Chitty Bang Bang : le fabricant de jouets (Benny Hill)
- 1969 : On achève bien les chevaux : Rocky (Gig Young)
- 1969 : John et Mary : James (Michael Tolan)
- 1969 : Les Cent Fusils : Sam Lyedecker (Jim Brown)
- 1970 : Trop tard pour les héros : le colonel Thompson (Harry Andrews)
- 1970 : Robinson Crusoé et le Tigre : Robinson Crusoé (Hugo Stiglitz)
- 1972 : Voyages avec ma tante : Zachary (Louis Gossett Jr.)
- 1973 :  Le Magnifique : Georges Charron / colonel Karpov (Vittorio Caprioli) et le colonel Collins (Hans Meyer)
- 1973 : Amarcord : l'homme détaillant ce qu'il a mangé[Qui ?]
- 1973 : Le Fantôme de Cat Dancing : Jay Grobart (Burt Reynolds)
- 1974 : Frankenstein Junior : l'inspecteur Kemp (Kenneth Mars)
- 1974 : Mr. Majestyk : Frank Renda (Al Lettieri)
- 1974 : Le Voyage fantastique de Sinbad : le prince Koura (Tom Baker)
- 1974 : Les Durs : le journaliste radio[Qui ?]
- 1974 : Flesh Gordon : l'Empereur Wang le perverti (William Dennis Hunt)
- 1975 : Doc Savage arrive : Doc Savage (Ron Ely)
- 1975 : Guerre et Amour : la Mort (Norman Rose)
- 1975 : Histoire d'O : sir Stephen (Anthony Steel)
- 1975 : La Pluie du diable : Jonathan Corbis (Ernest Borgnine)
- 1975 : L'Histoire d'Adèle H. : Victor Hugo (voix)
- 1975 : Le Frère le plus futé de Sherlock Holmes : professeur Moriarty (Leo McKern)
- 1975 : Cadavres exquis : le chef de la police (Tino Carraro)
- 1976 : Drôles de zèbres : Sylvestre le chat (voix)
- 1976 : L'Homme qui venait d'ailleurs : le professeur Nathan Brice (Rip Torn)
- 1976 : C'est toujours oui quand elles disent non : Les Bingham (Elliott Gould)
- 1976 : Nickelodeon : H. H. Cobb (Brian Keith)
- 1978 : La 36e Chambre de Shaolin : le professeur Ho (Hung Wei)
- 1978 : Têtes vides cherchent coffres pleins : Specs O'Keefe (Warren Oates)
- 1979 : Starcrash : Le Choc des étoiles : le robot Elle (voix)
- 1979 : Ashanti : Malik (Kabir Bedi)
- 1980 : Kagemusha, l'Ombre du guerrier : Nobukado (Tsutomu Yamakazi)
- 1980 : L'Enfant du diable : le sénateur Joseph Carmichaël (Melvyn Douglas)
- 1980 : De plein fouet : Edward Delaney (Frank Sinatra)
- 1980 : Tusk : John Morrison (Anton Diffring)
- 1981 : Excalibur : Merlin (Nicol Williamson)
- 1981 : Le Chat noir : le professeur Robert Miles (Patrick Magee)
- 1981 : Les Chariots de feu : le principal du Trinity College (John Gielgud)
- 1981 : Bandits, bandits : le génie du mal (David Warner)
- 1981 : Taps : le colonel Kerby (Ronny Cox)
- 1982 : Le Verdict : Ed Concannon (James Mason)
- 1982 : La Fièvre au corps : Oscar Grace (J.A. Preston)
- 1982 : Rambo : Arthur Galt (Jack Starrett)
- 1982 : La Flambeuse de Las Vegas : Harold Benson (Rip Torn)
- 1982 : L'Épée sauvage : Titus Cromwell (Richard Lynch)
- 1983 : Vigilante : le juge Sinclair (Vincent Beck)
- 1984 : Greystoke, la légende de Tarzan : le sixième comte de Greystoke (Ralph Richardson)
- 1984 : L'Histoire sans fin : Falkor le dragon porte-bonheur (voix)
- 1984 : Gremlins : M. Wing (Keye Luke)
- 1984 : A Soldier's Story : le sergent Vernon Waters (Adolph Caesar)
- 1984 : Dreamscape : Dr Paul Novotny (Max von Sydow)
- 1984 : Police Academy : le commandant Eric Lassard (George Gaynes)
- 1984 : Tank : le sergent du mess (John Hancock)
- 1985 : Le Dernier Dragon : Sho'Nuff (Julius J. Carry)
- 1986 : La Petite Boutique des horreurs : narrateur (Stanley Jones)
- 1986 : Le Nom de la rose : frère Malachie (Volker Prechtel)
- 1987 : Contrôle : Swanson (Erland Josephson)
- 1988 : Qui veut la peau de Roger Rabbit : Sylvestre le chat (voix)

#### Films d'animation
- 1955 : La Création du monde : le narrateur
- 1971 : Les Joyeux Pirates de l'île au trésor : Long John Silver
- 1975 : La Honte de la jungle : Shame / voix secondaires
- 1978 : La Folle Escapade : le général Stachys (1er doublage)
- 1980 : Le Chaînon manquant : Igua le brontosaure / divers rôles
- 1983 : Le Noël de Mickey : Dingo / Jacob Marley (1er doublage)
- 1987 : Le Big Bang : narrateur / divers rôles

### Télévision

#### Téléfilms
- 1970 : Le Masque de Sheba : le capitaine Condor Sekallie (William Marshall)
- 1974 : Dracula et ses femmes vampires : le comte Dracula (Jack Palance)
- 1975 : Le Dernier Combat : Chef Joseph (Ned Romero)
- 1975 : La Nuit des extraterrestres : Barney Hill (James Earl Jones)
- 1978 : Le Voleur de Bagdad : Abu Bakar (Frank Finlay)
- 1978 : Le Retour du capitaine Nemo : le capitaine Nemo (José Ferrer)

- 1980 : Le Petit Lord Fauntleroy : le comte de Dorincourt (Alec Guinness)
- 1981 : Le Bunker : Les Derniers Jours d'Hitler : Adolf Hitler (Anthony Hopkins)

#### Séries télévisées
- 1954 : Rintintin : le chef Cheronini (John War Eagle)[14] / Hassini (Fred Roote)[15] / Luke Stocker (John Cliff)[16]
- 1956–1958 : La Flèche brisée : Cochise (Michael Ansara)
- 1966–1968 : Batman : le Joker (Cesar Romero) (1re voix)
- 1969–1970 : D'Artagnan : Porthos (Rolf Arndt)
- 1972 : Anna et le Roi : le roi du Siam (Yul Brynner)
- 1977 : Racines : Violon (Louis Gossett Jr.)
- 1977 : Jésus de Nazareth : Hérode Ier le Grand (Peter Ustinov)
- 1982 : Marco Polo : Kublai Khan (Ying Ruo Cheng)
- 1985 : Clair de lune : Orson Welles (1 épisode)

#### Séries d'animation
- Titi et Grosminet : Grosminet (1re voix)

## Discographie
- Oumpah-Pah, le peau-rouge et Oumpah-Pah sur le sentier de la guerre : Oumpah-Pah
- Sindbad le marin : Sindbad[réf. nécessaire]
- Ali-Baba et les 40 voleurs : le chef des voleurs[réf. nécessaire]

- Jacques Offenbach, La Vie parisienne, avec la compagnie Renaud-Barrault : le Brésilien

## Voix-off
Livres audio :
- Tom Sawyer et ses amis (2001) : voix de Joe l'indien
- Mabô et la hyène (2004) : voix du narrateur